# Kinematografia brytyjska

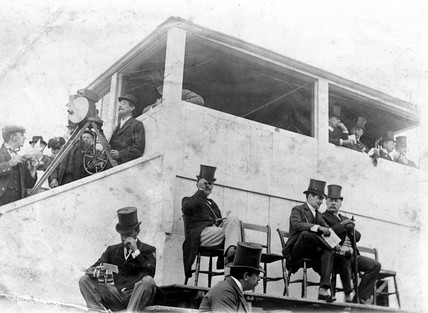
Jeden z pierwszych pokazów filmu brytyjskiego (1895)

Kinematografia brytyjska – ma swój początek u schyłku XIX w., gdy w 1889 wynalazca William Friese-Greene nakręcił w londyńskim Hyde Parku pierwsze ruchome obrazy na taśmie celuloidowej. Złotą erę kinematografia ta przeżywała w latach 40., gdy tworzyli swoje dzieła tacy twórcy jak David Lean, Carol Reed, Laurence Olivier oraz duet reżyserski Michael Powell i Emeric Pressburger.
Kino brytyjskie dało światu Jamesa Bonda i Harry’ego Pottera, Chaplina i Hitchcocka, Cary’ego Granta i Elizabeth Taylor. Wielu brytyjskich aktorów zrobiło karierę światową, jak Vivien Leigh, Sean Connery, Michael Caine, Maggie Smith, Kate Winslet.

## Historia

### Początki
Kino brytyjskie ma swój początek w miastach Brighton i Hove, w których pracowali liczni fotografowie. Jeden z nich, William Friese-Greene, w 1890 opatentował kamerę filmową o nazwie chronofotografu. Własny model kamery filmowej w 1896 opracował Birt Acres. Trzecim wynalazcą kina w Wielkiej Brytanii był Robert W. Paul, autor pierwszej kamery produkowanej w Wielkiej Brytanii. Paul odpowiada za narodziny szkoły z Brighton, której głównymi przedstawicielami byli George Albert Smith i James Williamson, autorzy licznych eksperymentów filmowych, którzy zasłynęli z tworzenia filmów o zmiennych ujęciach i wynalezienia zbliżenia.

### Lata 20. i 30.

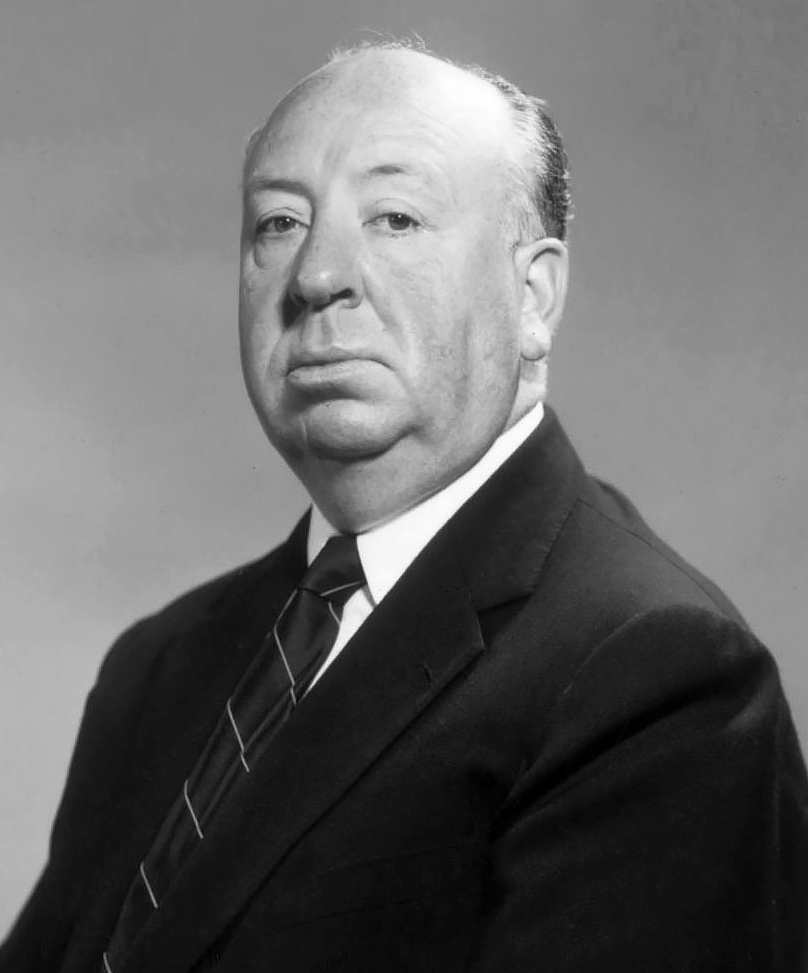
Mistrz suspensu Alfred Hitchcock

Koniec lat 20. przyniósł w kinie brytyjskim przełom dźwiękowy. Pierwszym filmem dźwiękowym w historii tej kinematografii był Szantaż (1929) w reżyserii Alfreda Hitchcocka, który później zasłynął z takich filmów, jak Człowiek, który wiedział za dużo (1934), 39 kroków (1935) i Starsza pani znika (1938).
Dotychczas uzależniona od kinematografii amerykańskiej sztuka filmowa zaczęła poszukiwać własnej tożsamości. Prywatne życie Henryka VIII (1933) Alexandra Kordy stanowiło w tej kwestii punkt przełomowy, odnosząc spektakularny sukces w kraju i za granicą oraz przynosząc Oscara dla najlepszego aktora dla Charlesa Laughtona. Pozycja Kordy w połowie lat 30. znacząco osłabła na rzecz producenta Josepha Arthura Ranka, który zdobył monopol na produkcję filmów, utrzymując go do lat 40. Międzynarodowy sukces odniósł film Pigmalion (1938) Lesliego Howarda i Anthony’ego Asquitha z brawurową rolą Wendy Hiller.

### Lata 40.

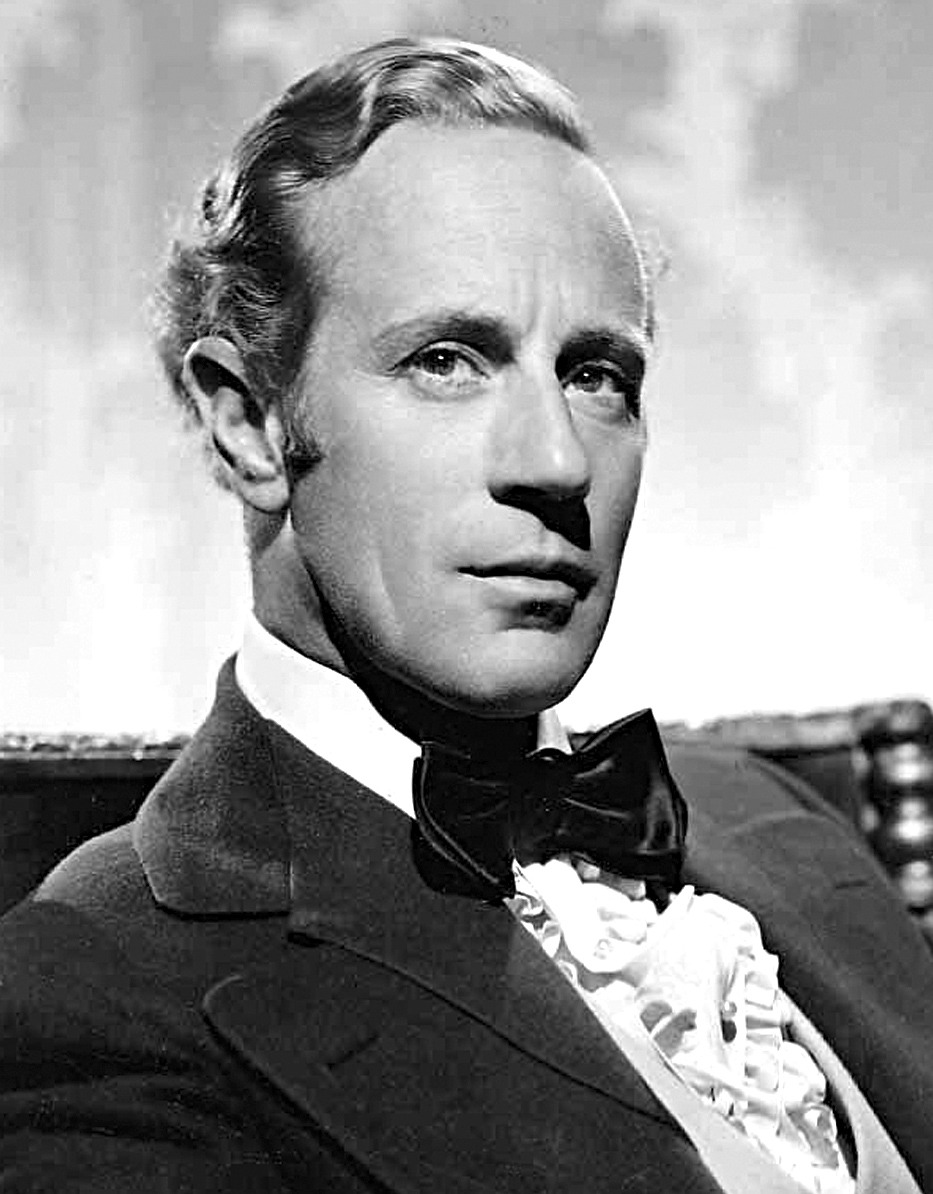
Aktor i reżyser Leslie Howard

Po wybuchu II wojny światowej kinematografia brytyjska ożyła, produkując filmy wojenne, z których za najwybitniejszy obraz czasu wojny uchodzi Nasz okręt (1942) Noёla Cowarda i Davida Leana. Realistyczne dramaty wojenne kręcił duet reżyserów Michael Powell i Emeric Pressburger (Życie i śmierć pułkownika Blimpa, 1943), później realizujący m.in. filmy Czarny narcyz (1947) i Czerwone trzewiki (1948). Sukcesy odnosił również Laurence Olivier, wybitny interpretator dzieł Szekspira (Henryk V, 1944; Hamlet (1948). Szlachectwo zobowiązuje (1949) Roberta Hamera z wybitną kreacją Aleca Guinnessa odgrywającego aż osiem ról zapoczątkowało serię klasycznych komedii studia Ealing.
Pod nieobecność Alfreda Hitchcocka, który od początku dekady pracował w Hollywood, pałeczkę pierwszeństwa pośród brytyjskich reżyserów przejęli Carol Reed i David Lean. Pierwszy z nich nakręcił klasyczne dramaty kryminalno-szpiegowskie Niepotrzebni mogą odejść (1947), Stracone złudzenia (1948) i Trzeci człowiek (1949), uznawany obecnie za jeden z najwybitniejszych obrazów w historii brytyjskiego kina. Drugi tuz tej kinematografii, David Lean, po kameralnym dramacie obyczajowym Spotkanie (1945) zajął się adaptacjami angielskiej klasyki literackiej (Wielkie nadzieje, 1946; Oliver Twist, 1948).

### Lata 50.

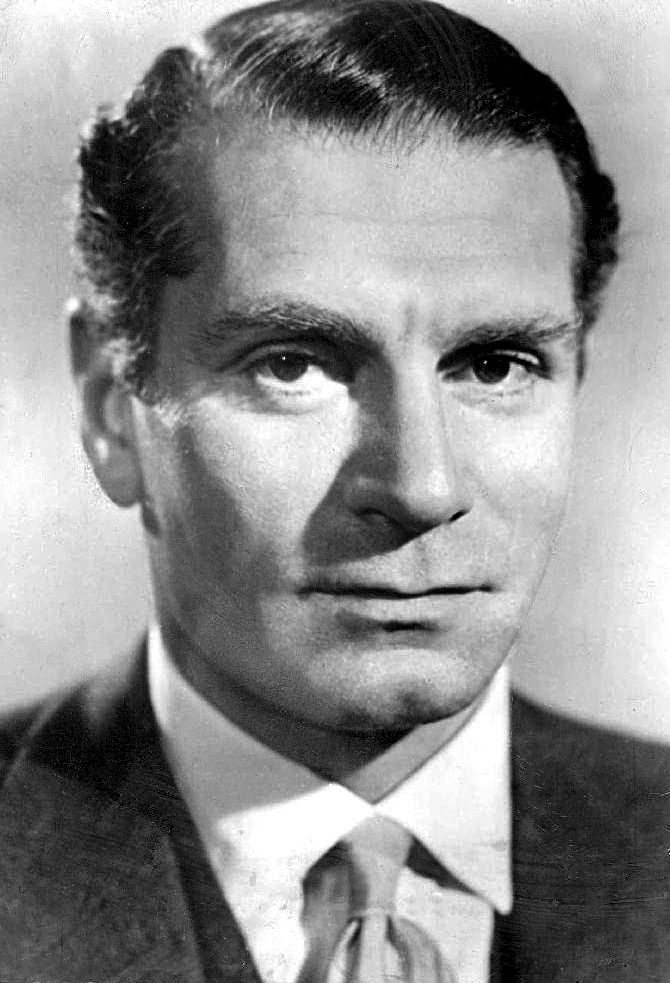
Aktor i reżyser Laurence Olivier

W latach 50. brytyjskie kino zasłynęło komediami z Ealing Studios, takimi jak m.in. Szajka z Lawendowego Wzgórza (1951) Charlesa Crichtona czy Jak zabić starszą panią (1955) Alexandra Mackendricka. Epickim rozmachem zachwycał oscarowy Most na rzece Kwai (1957) Davida Leana. Wspinanie się po drabinie społecznej kosztem wyrzeczenia się siebie opisał Jack Clayton w Miejscu na górze (1959).
Przełom pod koniec lat 50. przyniosła premiera Miłości i gniewu (1959) Tony’ego Richardsona z Richardem Burtonem i Claire Bloom na podstawie sztuki Johna Osborne’a. Film ten zainicjował w kinie brytyjskim nurt tzw. „młodych gniewnych”.

### Lata 60.

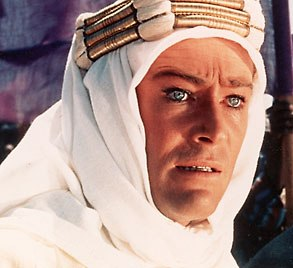
Peter O’Toole jako Lawrence z Arabii (1962)

Dekadę naznaczyli "młodzi gniewni", którzy w swych filmach portretowali życie przedstawicieli niższych warstw społecznych i poruszali tematy uznawane dotąd za tabu. Nurt ten współtworzyli tacy twórcy jak: Karel Reisz (Z soboty na niedzielę, 1960; Morgan: przypadek do leczenia, 1966), John Schlesinger (Rodzaj miłości, 1962; Billy kłamca, 1963) i Lindsay Anderson (Sportowe życie, 1963; Jeżeli..., 1968). Liderem ruchu był Tony Richardson, który zasłynął dramatami Smak miodu (1961) i Samotność długodystansowca (1962) oraz brawurowo sfilmowanym przebojem kostiumowym Tom Jones (1963) ze zdjęciami sztucznie przyśpieszającymi ruch. Ten ostatni film zdobył cztery Oscary, w tym za najlepszy film i reżyserię.

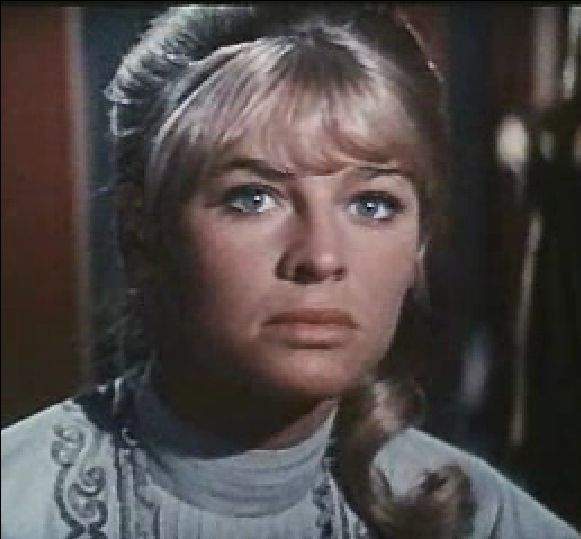
Julie Christie w Doktorze Żywago (1965) Davida Leana

Bunt przeciwko jałowości życia w Wielkiej Brytanii odzwierciedlały również filmy z grupą The Beatles – Help! (1965) Richarda Lestera i animowana Żółta łódź podwodna (1968) George’a Dunninga. Ważnym debiutem dekady był Kes (1969) Kena Loacha, późniejszego mistrza brytyjskiego kina. Obyczajowy skandal wywołały Zakochane kobiety (1969) Kena Russella, w którym po raz pierwszy pokazano w pełnej krasie męską goliznę.
Kino brytyjskie tej dekady wzbogacili nie tylko przybyli z USA Joseph Losey (Służący, 1963), Stanley Kubrick (2001: Odyseja kosmiczna, 1968) i Richard Lester (nagrodzony Złotą Palmą na 18. MFF w Cannes Sposób na kobiety, 1965), ale również tacy wybitni twórcy kina europejskiego, jak Michelangelo Antonioni (Powiększenie, 1966), François Truffaut (Fahrenheit 451, 1966), Fred Zinnemann (Oto jest głowa zdrajcy, 1966) czy Roman Polański (Wstręt, 1965; Matnia, 1966).
Starzy mistrzowie nie pozostawali w tyle. David Lean nakręcił epickie przeboje Lawrence z Arabii (1962) i Doktor Żywago (1965), a musical Oliver! (1968) Carola Reeda na podstawie Dickensowskiego Olivera Twista wyróżniono pięcioma Oscarami, w tym za najlepszy film i reżyserię.

### Lata 70.
Wpływ „młodych gniewnych” zaznaczył się w twórczości wielu reżyserów, m.in. Stanleya Kubricka (skandalizująca Mechaniczna pomarańcza, 1971), Josepha Loseya (Posłaniec, 1971, Złota Palma na 24. MFF w Cannes) i Nicolasa Roega (Nie oglądaj się teraz, 1973).
Pomimo kryzysu brytyjskiego kina, powstało wiele wybitnych filmów gatunkowych. Wyróżniającym się musicalem była Opowieść wigilijna (1970) Ronalda Neame’a z Albertem Finneyem w roli Scrooge’a. Arcydziełami w dziedzinie komedii okrzyknięto obrazy Monty Python i Święty Graal (1975) i Żywot Briana (1979) Terry’ego Gilliama i Terry’ego Jonesa. Do rodzinnej Anglii powrócił mistrz suspensu Alfred Hitchcock, by zrealizować kryminał Szał (1972), jeden ze swoich ostatnich filmów.

### Lata 80.

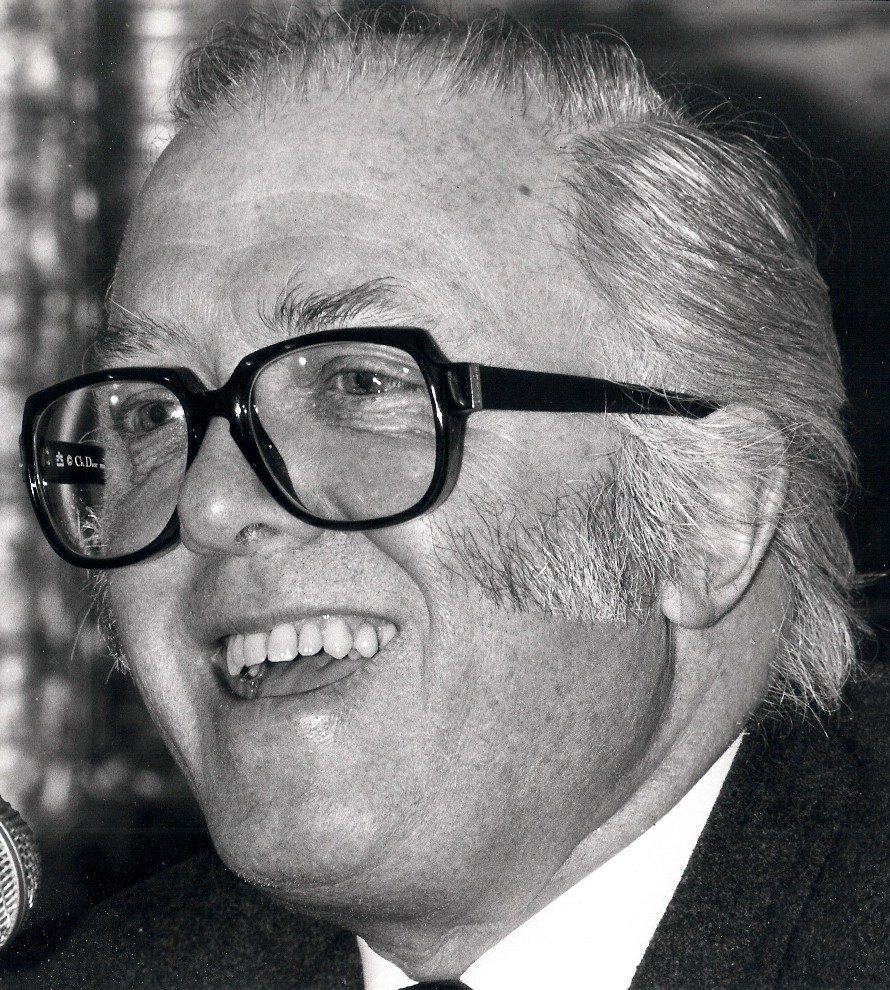
Reżyser i aktor Richard Attenborough

W latach 80. odkryci zostali nowi filmowcy: Hugh Hudson (oscarowe Rydwany ognia, 1981), Peter Yates (Garderobiany, 1983), James Ivory (Pokój z widokiem, 1985), Roland Joffé (nagrodzona Złotą Palmą na 39. MFF w Cannes Misja, 1986), Stephen Frears (Niebezpieczne związki, 1988), preferujący wówczas podejmowanie tematów historycznych. Monumentalne dramaty kręcił Richard Attenborough (nagrodzony ośmioma Oscarami Gandhi, 1982), wśród młodych interpretatorów Szekspira ujawnił się Kenneth Branagh (Henryk V, 1989). Osobnym zjawiskiem były filmy grupy Monty Pythona, krytykujące wszelkie aspekty ludzkiego życia pod płaszczykiem absurdalnego humoru. Kluczowa dla przełomu lat 80. i 90. okazała się działalność Petera Greenawaya, przedstawiciela postmodernizmu (Kontrakt rysownika, 1982; Brzuch architekta, 1987; Księgi Prospera, 1991). W dekadzie tej debiutowali i zaznaczyli swoją obecność Richard Eyre (Posiłek oracza, 1983) oraz Terence Davies (Dalekie głosy, spokojne życie, 1988).

### Lata 90.

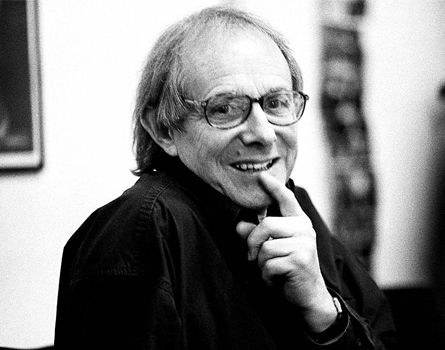
Reżyser Ken Loach

W latach 90., po odejściu od władzy apodyktycznej premier Margaret Thatcher, reżyserzy zwrócili uwagę na skutki liberalnych reform oddziałujące na jednostki. Najgłośniejszym reprezentantem tego swoistego nurtu był Ken Loach (Wiatr w oczy, 1991). Loachowi akompaniowali Mike Leigh (Sekrety i kłamstwa, 1996, nagrodzone Złotą Palmą na 49. MFF w Cannes), Peter Cattaneo (Goło i wesoło, 1997) czy też Peter Mullan (Siostry magdalenki, 2002, Złoty Lew na 59. MFF w Wenecji).
Krytykę polityki Brytyjczyków wobec kwestii irlandzkiej podjęli wywodzący się z Zielonej Wyspy Neil Jordan (Gra pozorów, 1992) i Jim Sheridan (W imię ojca, 1993, Złoty Niedźwiedź na 44. MFF w Berlinie). Lata 90. to też okres brawurowych adaptacji sztuk szekspirowskich, wśród autorów których wyróżnili się Kenneth Branagh (Hamlet, 1996) i Richard Loncraine (Ryszard III, 1995).
Hitem dekady lat 90. była komedia Cztery wesela i pogrzeb (1994) Mike’a Newella z Hugh Grantem w roli głównej. Do nowo odkrytych talentów reżyserskich ostatniego dziesięciolecia XX w. zaliczyć należy: Sally Potter (Orlando, 1992), Danny’ego Boyle’a (kultowe Trainspotting, 1996), Michaela Winterbottoma (Więzy miłości, 1996), Johna Maddena (Zakochany Szekspir, 1998), Lynne Ramsay (Nazwij to snem, 1999), Jonathana Glazera (Sexy Beast, 2000) i Stephena Daldry’ego (Billy Elliot, 2000).

### XXI w.

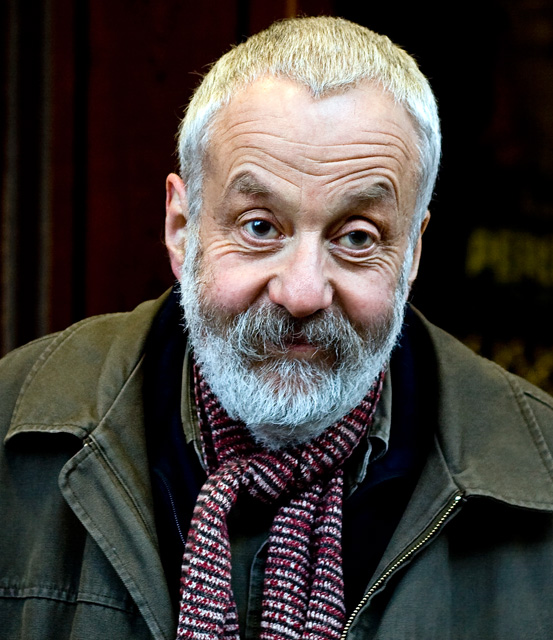
Reżyser Mike Leigh

Swoją klasę raz jeszcze potwierdzili mistrzowie kina społecznego Ken Loach i Mike Leigh. Pierwszy z nich zdobył dwie Złote Palmy na 59. i 69. MFF w Cannes za filmy Wiatr buszujący w jęczmieniu (2006) oraz Ja, Daniel Blake (2016). Z kolei Mike Leigh otrzymał Złotego Lwa na 61. MFF w Wenecji za dramat Vera Drake (2004), poruszający kwestię aborcji w Anglii lat 50. XX w.
Nowy wiek przyniósł też nowe wybitne indywidualności twórcze w postaci m.in. Paula Greengrassa (Krwawa niedziela, 2002, nagrodzona Złotym Niedźwiedziem na 52. MFF w Berlinie), Joe Wrighta (Pokuta, 2007), Steve’a McQueena (Głód, 2008), Martina McDonagha (Najpierw strzelaj, potem zwiedzaj, 2008), Andrei Arnold (Fish Tank, 2009) i Toma Hoopera (Jak zostać królem, 2010). Swój talent zaznaczyli także tacy nowi reżyserzy jak m.in. Asif Kapadia (Wojownik, 2001), Gurinder Chadha (Podkręć jak Beckham, 2002), David Mackenzie (Młody Adam, 2003), Kevin Macdonald (Ostatni król Szkocji, 2006), Phyllida Lloyd (Żelazna Dama, 2011), James Marsh (Teoria wszystkiego, 2014), Matthew Warchus (Dumni i wściekli, 2014), Andrew Haigh (45 lat, 2015) czy Armando Iannucci (Śmierć Stalina, 2017).
W nowym stuleciu niebywały sukces odniosły takie brytyjskie tytuły jak: Dziennik Bridget Jones (2001) Sharon Maguire, To właśnie miłość (2003) Richarda Curtisa, Lato miłości (2004) Pawła Pawlikowskiego, Control (2007) Antona Corbijna, Była sobie dziewczyna (2009) Lone Scherfig, Szpieg (2011) Tomasa Alfredsona, Faworyta (2018) Jorgosa Lantimosa, Bohemian Rhapsody (2018) Bryana Singera czy Judy (2019) Ruperta Goolda.